# Ein Streik kommt selten allein
Ein Streik kommt selten allein (Originaltitel: Carry On at Your Convenience) ist der 22. Film aus der Carry-On-Filmreihe. Auch diese Episode ist gespickt mit zweideutigen Anspielungen und einem verbalen Schlagabtausch der Beteiligten.

## Handlung
W.C. Boggs ist der Besitzer der kleinen Fabrik WC Boggs & Sohn, die Toiletten produziert. Doch ein inkompetentes Management und Vic Spanner, Vertreter der Gewerkschaft, der die Arbeiter zu immer neuen Streiks aus den nichtigsten Gründen aufruft, behindern ein Wohlergehen der Firma. Vic steht bei all seinen Aktivitäten im ständigen Kampf gegen den Juniochef Lewis Boggs, der sich in letzter Zeit um Myrtle, bemüht, der Tochter des Vorarbeiters Sid Plummers. Auf sie hat auch Vic ein Auge geworfen hat und so entbrennt zwischen den beiden ein regelrechter Wettstreit um ihre Angebetete, den am Ende Lewis gewinnt.
So selbstbewusst Spanner in der Firma auch auftritt, so wenig Stand hat er zu Hause bei seiner Mutter. Stets macht sie ihm Vorhaltungen, dass er lieber arbeiten solle, anstatt die Leute immer nur aufzuwiegeln. So ganz Unrecht hat sie damit nicht, denn Boggs Firma hat einen lukrativen Auftrag in Aussicht und wenn er es nicht schafft, innerhalb von 2 Monaten 1000 Bidets für den Harem eines Scheichs zu liefern, steht seine Fabrik vor dem Aus. Bei der nötigen Vorfinanzierung, die von der Bank abgelehnt wird, springt überraschend Sid Plummers ein. Seit einigen Wochen gelingt es ihm sehr zielsicher den Sieger beim wöchentlichen Pferderennen vorherzusagen und gewinnt dementsprechend regelmäßig jede gewünschte Summe. Doch gerät die Fertigstellung der Bidets in Gefahr, als Vic den nächsten Streik ausruft, der sich mittlerweile bereits über zwei Wochen ausdehnt. Nicht einmal der seit längerem geplante Firmenausflug nach Brighton bringt die Leute wieder zur Vernunft. Vic fordert sie weiter auf zu streiken. Als jedoch seine Mutter erfährt, dass er mit seiner Starrsinnigkeit dabei ist die Firma zu ruinieren, schreitet sie zu Tat. Vor den Augen seiner Kollegen legt sie ihren erwachsenen Sohn übers Knie und versohlt ihm den Hintern. Zudem überzeugt sie die Arbeiter sofort wieder mit der Arbeit zu beginnen.

## Hintergrund
Die Dreharbeiten erfolgten in den  Pinewood Studios London, bei Odeon Cinema, dem West Pier, dem Clarges Hotel und dem Hafen von Brighton, dem Twyfords bei Stoke-on-Trent, Black Park in Iver Heath, in Farnham Common und Wexham in Buckinghamshire.

## Kritiken
Die Kritiker der TV-Zeitschrift TV-Today werteten: „Eine Sanitärbedarfsfabrik tritt wegen gekürzter Teepausen in den Ausstand… Ein Griff ins Klo!“

## Synchronisation
Die deutsche Synchronbearbeitung entstand erst 1994 im Auftrag von RTL.
| Rolle         | Darsteller       | Synchronsprecher    |
| ------------- | ---------------- | ------------------- |
| Sid Plummer   | Sidney James     | Alwin Joachim Meyer |
| WC Boggs      | Kenneth Williams | Reinhard Glemnitz   |
| Charles Coote | Charles Hawtrey  | Michael Rüth        |
| Bernie Hulke  | Bernard Bresslaw | Michael Gahr        |
| Fred Moore    | Bill Maynard     | Klaus Guth          |

## Medien

### DVD-Veröffentlichung
- Ist ja irre – Ein Streik kommt selten allein. MMP/AmCo 2006